# Le Puits de Jacob (roman)
Pour les articles homonymes, voir Le Puits de Jacob.
Le Puits de Jacob est un roman de Pierre Benoit paru en 1925. L'ouvrage est dédié à Lucien Dubech.

## Résumé
« À Balata, faubourg méridional de Constantinople et l'un des plus misérables ghettos européens, naquit vers 1896 une fillette du nom d'Agar Mosès ».
Ainsi commence ce roman où l'auteur raconte les tribulations de son héroïne, Agar Mosès, petite Juive qui débute bien pauvrement dans l'existence comme couturière. En portant une robe chez une actrice de music-hall (Lina de Marville), elle rencontre Mme Nathalie Lazaresco qui a décelé chez sa protégée des talents de danseuse. Agar, devenue Mademoiselle Jessica, commence sa carrière au Casino de la Tour-Blanche à Salonique puis, du casino Belle-Vue à Alexandrie en passant par le Miramar de Beyrouth; elle échoue en 1923 à Caïffa.
Là, un client, Isaac Cochbas, administrateur de la colonie juive Le Puits de Jacob en Palestine mandataire, à deux pas de Naplouse, la remarque. De fil en aiguille, Agar finit par rejoindre ce mouvement qui a pour but l'établissement du peuple juif dans cette région et y consacre son existence.

## Adaptation cinématographique
- 1925 : Le Puits de Jacob (A Daughter of Israël), film muet franco-américain réalisé par Edward José, avec Betty Blythe dans le rôle d'Agar